# Brian Stemmle
Brian Stemmle (Toronto, 12 ottobre 1966) è un ex sciatore alpino canadese.

## Biografia

### Stagioni 1984-1995
Specialista delle prove veloci originario di Aurora e fratello di Karen, a sua volta sciatrice alpina, Brian Stemmle debuttò in campo internazionale in occasione dei Mondiali juniores di Sugarloaf 1984 e ottenne il primo risultato di rilievo in Coppa del Mondo il 3 marzo 1985 giungendo 3º nel supergigante di Furano, alle spalle dell'australiano Steven Lee e dello svizzero Daniel Mahrer, vincitori a pari merito.
Il 12 dicembre 1987 conquistò un altro 3º posto nella discesa libera disputata sul classico tracciato della Saslong in Val Gardena, in Italia, nella gara vinta dal compagno di squadra Rob Boyd davanti al fuoriclasse elvetico Pirmin Zurbriggen; ai successivi XV Giochi olimpici invernali di Calgary 1988, suo esordio olimpico, non completò la discesa libera. Quattro anni dopo ai XVI Giochi olimpici invernali di Albertville 1992 si piazzò 23º nella discesa libera, mentre ai XVII Giochi olimpici invernali di Lillehammer 1994 fu 26º nel supergigante. Il 5 aprile 1995 conquistò l'ultima vittoria, nonché ultimo podio, in Nor-Am Cup, a Whistler in supergigante.

### Stagioni 1996-1999
Il 2 febbraio 1996, a Garmisch-Partenkirchen, conquistò l'ultimo podio in Coppa del Mondo piazzandosi 2º in discesa libera dietro a francese Luc Alphand; nello stesso anno fu convocato anche per i Mondiali della Sierra Nevada, sua prima presenza iridata, dove si classificò 5º nella discesa libera e 31º nel supergigante. L'anno dopo ai Mondiali di Sestriere 1997 si piazzò 19º nella discesa libera, mentre ai XVIII Giochi olimpici invernali di Nagano 1998, sua ultima presenza olimpica, fu 12º nel supergigante e non completò la discesa libera.
Ai Mondiali di Vail/Beaver Creek 1999, sua ultima presenza iridata, si classificò 16º nella discesa libera; prese per l'ultima volta il via in Coppa del Mondo il 7 marzo successivo a Kvitfjell in supergigante, senza completare la prova, e si ritirò al termine di quella stessa stagione 1998-1999: la sua ultima gara fu lo slalom gigante dei Campionati canadesi 1999, disputato il 23 marzo a Sun Peaks e chiuso da Stemmle al 35º posto.

## Palmarès

### Coppa del Mondo
- Miglior piazzamento in classifica generale: 33º nel 1996
- 3 podi (2 in discesa libera, 1 in supergigante):
  - 1 secondo posto
  - 2 terzi posti

### Nor-Am Cup
- Vincitore della classifica di discesa libera nel 1985 e nel 1993[2]
- 3 podi (dati dalla stagione 1994-1995):
  - 1 vittoria
  - 2 terzi posti

#### Nor-Am Cup - vittorie
| Data          | Località | Paese  | Specialità |
| ------------- | -------- | ------ | ---------- |
| 5 aprile 1995 | Whistler | Canada | SG         |

Legenda:

SG = supergigante

### Campionati canadesi
- 6 medaglie (dati parziali fino alla stagione 1994-1995)[3]:
  - 3 ori (discesa libera[4] nel 1987; supergigante nel 1995; supergigante nel 1999)
  - 1 argenti (discesa libera nel 1995)
  - 2 bronzi (discesa libera nel 1996; discesa libera nel 1999)